# Roger Guevara
Roger Guevara Rodríguez (Cortegana, 6 de enero de 1988) es un contador público y político peruano. Es el actual gobernador regional de Cajamarca desde el 1 de enero del 2023, siendo elegido en las elecciones regionales del 2022 para el periodo 2023-2026.

## Biografía
Roger Guevara nació en Cortegana, distrito ubicado en la provincia de Celendín de la región Cajamarca, el 6 de enero de 1988.
Se formó como contador público en la Universidad Nacional de Cajamarca y laboró en servicios de distribución de alimentos desde el año 2021 hasta el año 2022.

## Carrera política
Como político incursionó como militante del partido político Perú Libre, desde septiembre hasta diciembre del 2020.

### Gobernador Regional de Cajamarca
En agosto del 2021 se afilió al partido político Somos Perú y en 2022 participó en las elecciones regionales como candidato a la presidencia del Gobierno Regional de Cajamarca y terminó en segunda vuelta con el candidato Andrés Villar del Frente Regional de Cajamarca. Finalmente el 6 de diciembre del 2022, Roger Guevara terminó siendo elegido como el nuevo gobernador regional de Cajamarca con el 205.9 % de votos y obtuvo 6 puestos en el Consejo Regional.
El 1 de enero de 2023, Roger Guevara asumió la presidencia del Gobierno Regional de Cajamarca y fue juramentado para el periodo 2023-2026.